# Kasagatake
Der Kasagatake (jap. 笠ヶ岳) ist ein Berg im Nordosten der japanischen Präfektur Gifu mit einer Höhe von 2897 m T.P. Er ist einer der 100 berühmten japanischen Berge. Die Erstbesteigung wird dem buddhistischen Mönch Enkū im Jahr 1683 zugeschrieben.